# Final Fantasy Tactics
Final Fantasy Tactics (яп. ファイナルファンタジータクティクス Файнару Фантадзи: Такутикусу) — видеоигра в жанре тактической ролевой игры для игровой консоли PlayStation, разработанная Squaresoft. Игра была официально выпущена в Японии и Америке, но не в Европе.
Несмотря на присутствие некоторых тематических элементов Final Fantasy, Final Fantasy Tactics принадлежит к иному жанру, чем большинство игр серии, и крайне схожа по игровому процессу и стилистике с играми из сериала Tactics Ogre компании Quest. Во многом это объясняется присутствием бывших работников Quest среди разработчиков игры, включая режиссёра игры Ясуми Мацуно, дизайнера персонажей Акихико Ёсида, арт-директора Хироси Минагава и композитора Хитоси Сакимото, которые покинули предыдущее место работы специально для создания Final Fantasy Tactics. В отличие от других игр серии Final Fantasy, выпущенных для игровой консоли PlayStation, Final Fantasy Tactics использует движок с изометрческой проекцией на трёхмерное поле боя со спрайтовыми фигурами персонажей на нём.
Действие игры происходит в той же вселенной Ивалис, что и события Final Fantasy XII, но в другую эпоху, много веков спустя.
В 2003 году для портативной консоли Game Boy Advance была выпущена игра Final Fantasy Tactics Advance, сюжетно не связанная с Final Fantasy Tactics. В 2007 году была выпущена дополненная версия игры для консоли PlayStation Portable под названием Final Fantasy Tactics: The War of the Lions. 4 августа 2011 года The War of the Lions была выпущена для Apple iOS.

## Геймплей
Игровой процесс Final Fantasy Tactics значительно отличается от того, что мы привыкли видеть в Final Fantasy. Вместо традиционного для игр серии боевого экрана, где персонажи игрока находятся по одну сторону, а враги по другую, столкновения происходят на трёхмерных изометрических полях. Персонажи передвигаются по полю боя, поделенному на квадраты; дальность движения и действий персонажа определяется параметрами персонажа и его рабочим классом. Сражения пошаговые; персонаж может действовать, когда его время заряда (англ.  Charge Time, CT) достигнет 100. Время заряда (далее просто CT) увеличивается с каждой CT-единицей (единица измерения времени в битвах) в количестве, равном параметру скорости персонажа. Когда CT достигает сотни (или значения большего), персонаж способен действовать. Во время сражения, каждый раз, когда персонаж успешно выполняет действие, он получает очки опыта (англ.  Experience Points, EXP) и очки профессии (англ.  Job Points, JP). Как и в других играх серии, в Final Fantasy Tactics встречаются случайные битвы — они начинаются на карте мира. Впрочем, в Final Fantasy Tactics случайные битвы происходят только в определённых локациях, обозначенных зелёным на карте мира. Пересечение такого места может привести к началу случайной битвы. Другим важным аспектом сражений являются магические атаки. Некоторые магические атаки наносят ущерб в зоне воздействия (атаки по площади), а многие из более сильных атак требуют нескольких ходов для выполнения. Очки жизни (англ.  Hit Points, HP) вражеских единиц так же видны игроку (за исключением некоторых боссов), что позволяет игроку точно знать, сколько урона ему ещё нужно нанести данной единице. Передвижение по карте мира ограничено предопределенными путями, связующими города, сюжетные и небезопасные локации. Когда символ персонажа находится над городом, может быть открыто меню с несколькими опциями: «Таверна» (Tavern) — можно узнать свежие и не очень слухи, можно также записаться на побочные задания; «Магазин» (Outfitter) — для закупки и продажи припасов и обмундирования; «Гильдия бойцов» (Warriors' guild) — возможность вербовки новых персонажей, плюс возможность переименования имеющихся под вашим началом монстров. На более поздних стадиях игры (при изучении у персонажа класса «Вор» умения «Poach») в некоторых городах откроются «Меховые лавки», предоставляющие возможность выменять останки убитых монстров на предметы. Как и другие серии, Final Fantasy Tactics содержит классовую систему персонажей, которая позволяет игроку подгонять персонажей под различные роли. Игра всесторонне утилизирует большинство исходных классов персонажей, встречаемых в ранних играх серии Final Fantasy, включая призывателей (англ.  Summoners), черных магов (англ.  Black Mages), белых магов (англ.  White Mages), монахов (англ.  Monks), копейщиков (англ.  Lancers) и воров (англ.  Thieves). Игра включает 20 профессий, доступных нормальным персонажам.

### «Профессии» в Final Fantasy Tactics
Профессиональная специализация персонажа — очень важный элемент, который является неотделимой частью геймплея данной игры. Изначально доступно только 2 профессии: Оруженосец (англ. Squire (первая боевая профессия) и Химик (англ. Chemist) (первая магическая профессия). У каждого воина-человека есть два слота наборов навыков. Эти наборы связаны с профессиями, первый — набор занимаемой профессии, второй — на выбор. Если все навыки будут выучены, то над фигуркой данного класса появится звезда, а в меню навыков не будут показываться очки профессий, будут показываться звезда и «Mastered».
Получение профессии — полдела, важно ещё и её хорошо изучить. А иногда это дает право на получение и изучение иной профессии.
Но не всегда первая профессия — Оруженосец. У многих специфических персонажей имеется особая профессия, которая может использоваться только им самим. Обычно Навыки Реакции, Поддержки и Движения такие же, как у Оруженосца.
Иногда же профессия Оруженосца изменяется слегка (например, у Рамзы и Делиты).

## Сюжет

### Пролог
Во вступительном ролике к Орбоннскому монастырю прибывает группа всадников на чокобо, на их доспехах — гербы принца Голтанны (Goltanna). Тем временем молодая принцесса Овелия (Ovelia), прожившая в монастыре последние годы, собирается в путь. Её в качестве охраны должны сопровождать женщина-рыцарь Агриас (Agrias) и группа наёмников, возглавляемая сэром Гафгарионом (Gaffgarion). Среди наёмников есть и главный герой — Рамза Беоульв (Ramza Beoulve). Прибывшие всадники ввязываются в бой с охраной принцессы и погибают. Тем временем неизвестный рыцарь выводит принцессу через задний ход монастыря и увозит на чокобо. Рамза узнает рыцаря — это его старый друг Делита (Delita), которого он считал давно погибшим. Но почему бывший оруженосец рыцарского ордена Северного Неба, Хокутена (Hokuten) сотрудничает с людьми Голтанны?

### Глава I — Обездоленный (The Meager)
Действие первой главы происходит за год до событий пролога, когда в западном Ивалисе бушует восстание так называемого Корпуса Смерти (Death Corpse). Группа выпускников Военной Академии рыцарского ордена Хокутен в городе Гарилэнд, среди которых Рамза и Делита, отбивает нападение мятежников на город. Рамза вспоминает сцену смерти его отца, генерала Балбанес (Balbanes): отец завещает ему заботиться о младшей сестре, опираться на помощь верного Делиты и вообще — стать хорошим рыцарем и не опозорить честное имя знатной семьи. Отряд следует в столицу герцогства — Айгрос (Igros), где встречаются с принцем Ларгом (Larg) и братьями Рамзы — советником Ларга, Дайсдаргом Беоульвом (Dycedarg Beoulve), и генералом Залбагом (Zalbag). По дороге они спасают от разбойников молодого оруженосца по имени Алгус (Algus) и узнают, что сюзерен Алгуса — маркиз Элмдор (Elmdor) — был похищен Корпусом Смерти. Из Игроса отряд направляется на спасение маркиза и успешно выручает его. В Бригаде идут внутренние раздоры, и глава Корпуса, Виграф (Wiegraf), убив похитителя — капитана Густава (Gustav) — сам отдаёт маркиза «спасителям» (в действительности похищение было заказным, и устроили его Ларг и Дайсдарг). Далее отряд участвует в наступлении правительственной армии на мятежный форт, которым командует сестра Виграфа — Милуда (Miluda), победив, отпускают её. В это время люди из Корпуса Смерти под предводительством капитана Голагроса (Golagros) устраивают налёт на поместье Беоульвов и по ошибке похищают вместо сестры Рамзы, Алмы (Alma), сестру Делиты — Тету (Teta). Отряд пускается в погоню. По дороге Рамза и его спутники сталкиваются с пытающимся вырваться из окружения Хокутена отрядом Милюды, вынужденно вступают в бой и убивают её. На небольшой мельнице Голагроса и его заложницу догоняет Виграф, он недоволен похищением девушки, но всё же остаётся прикрывать их отход — однако, проиграв Рамзе бой, сбегает. Галагрос и его заложница добираются до мятежного форта Зеакден (Zeakden), но он уже пуст и окружён войсками Хокутен — остатки разбитого Корпуса ушли в горы. Залбааг и ставший его приближённым офицером Алгус не обременяют себя переговорами: Алгус из арбалета расстреливает и заложницу, и её похитителя. Залбаг уходит. Отряд Рамзы вступает в бой с отрядом Алгуса и побеждает, при этом Алгус умирает. Смертельно раненый Голагрос взрывает пороховые погреба форта. Делита исчезает в пламени с трупом сестры на руках.

### Глава II — Кукловод и Кукла (The Manipulator and the Subservient)
Действие второй главы начинается после окончания пролога, когда Ramza, Agrias и Gafgarion вместе с остальным отрядом охраны преследуют Delita. Делита с принцессой явно направляется к Goltana в Fort Besselat (Форт Бесселат). В городе Dorter (Дортер) на них устраивают засаду разбойники, нанятые неким незнакомым рыцарем, что не мешает отряду догнать Delita и принцессу у водопада Zierichel, где сам Delita попал в засаду рыцарей Hokuten. Delita заявляет, что спасает принцессу — её хотят убить. Gafgarion приказывает рыцарям Hokuten перебить всех посторонних, включая Delita, Agrias и отряд Ramza, а сам, будучи раненным, бежит с поля боя.
После боя Delita передаёт принцессу Ramza и Agrias — у него какие-то свои собственные планы. Отряд с принцессой направляются на нейтральную территорию — в графство Lionel (Лионель), управляемое Церковью, точнее, кардиналом Draclau. По дороге они спасают таинственного юношу по имени Mustadio (Мустадио). В Lionel кардинал Draclau берет Ovelia и Agrias под свою защиту, а отряд Ramza отправляется вместе с Mustadio в город механиков Goug (Гоуг), чтобы спасти отца Mustadio — мастера-оружейника Besrodio (Бесродио), похищенного преступным синдикатом Rudvich. От спасенного Besrodio Ramza узнает, что за синдикатом стоит сам кардинал. Отряд возвращается в Lionel морским путём и за городом встречает сбежавшую от кардинала Agrias — кардинал хочет казнить принцессу на горе Golgoranda, где была когда-то казнена сама Holy Ajora. Отряд бросается на выручку, но казнь оказывается подставной — роль «палача» исполняет Gafgarion, который, впрочем, снова проигрывает бой и сбегает. Принцесса же надёжно упрятана в подземельях Lionel. К ней приходят кардинал, Delita и тот самый незнакомый рыцарь-Храмовник Vormav. Folmarv рассказывает ей: она не настоящая принцесса (настоящая Ovelia умерла много лет назад), а подставной кандидат на трон, выращенный Larg. Delita, договорившись с кардиналом, увозит Ovelia к Goltana. Не зная об этом, Ramza ночью прорывается через ворота Lionel, убивает Gafgarion и сталкивается с кардиналом. Draclau при помощи своего собственного Святого Камня обращается в демона Queklain. Ramza убивает его. Тем временем прибывший к двору Goltana Delita передаёт ему Ovelia и подвигает принца на решительные действия — Goltana арестовывает королеву и объявляет принца Orinas незаконным наследником. Разъяренный Larg бросает Hokuten на владения Goltana. Последний успевает собрать достаточно сил, чтобы отбить атаку — за ним стоит равный по силе Hokuten рыцарский орден Nanten (Нантен) и его командир граф Cidolfus Orlandu (Сидольф Орландо), также известный как «Thunder God» Cid (Громовержец Сид). Обе стороны собирают армии и начинают кровопролитную гражданскую войну.

### Глава III — Герой (The Valiant)
Понимая, что за начавшейся войной стоят какие-то неизвестные, но могущественные силы, явно связанные с принцем Larg и Dycedarg, Рамза отправляется со своим отрядом в крупнейший из городов Ивалиса — Столицу Королевства в Lesalia, где в данный момент стоит армия Larg и командующий — Zalbag. По дороге они выручают из лап разбойников молодого офицера Nanten по имени Olan (Олан), который, однако же, уходит своей дорогой. В Lesalia Ramza встречается с братом-генералом. Zalbag ничего не хочет слышать о заговоре и прогоняет Ramza. Ramza встречается со своей сестрой Alma; на них у задних ворот Lesalia нападает отряд Инквизиции. Его глава, Инквизитор Zalmo (Залмо), обвиняет Ramza, и совершенно справедливо, в убийстве кардинала Draclau. Теперь Ramza всюду разыскивают как опасного еретика. Отбившись от Инквизиторов, Ramza вместе с Alma и своим отрядом отправляется снова в Orbonne, где должен быть спрятан ещё один Святой Камень. Они обнаруживают, что в монастырь прямо перед ними ворвались хорошо вооружённые рыцари-Храмовники под предводительством молодого рыцаря Izlude и старого знакомого — бывшего капитана Death Corpse Wiegraf. Теперь и он вступил в орден Храмовников. Izlude похищает Alma и покидает монастырь. Wiegraf вызывает демона Velius — точнее, демон сам обращается к нему — и также исчезает. Умирающий настоятель монастыря Simon передаёт Ramza древнюю книгу — Germonik Scriptures. Эта книга рассказывает истинную историю жизни Saint Ajora, и была она написана предавшим его учеником (представляя собой, таким образом, своеобразное Евангелие от Иуды). В погоне за похитителями его сестры Рамза отправляется на север Ivalice, в герцогство Fovoham. Таинственный чародей Malak (Малак), приспешник могущественного «оружейного короля» эрцгерцога Barinten, которому в руки попали Izlude и Alma, предлагает Ramza обменять книгу на сестру. По дороге Ramza снова встречается с Olan — тот со своим отрядом охотится на дезертиров, выясняется, что Olan — приёмный сын графа Orlandu. Ramza и его отряд спасает от людей Barinten сестру Malak, волшебницу Rafa, которая, в отличие от брата, видит тёмную сторону всех дел Barinten, и сбежала. Тем временем сам Barinten, принимает у себя в гостях в неприступном замке Riovannes Храмовников — Vormav (отца Izlude) и Wiegraf. Благодаря Izilude герцог тоже знает о стоящих за войной силах и хочет, чтобы его «взяли в долю» — при этом одновременно пытается шантажировать Храмовников, явно не представляя себе, с кем имеет дело: Храмовники — носители Святых Камней. Vormav и Wiegraf предпочитают немедленно обратиться в бессмертных демонов и устроить в замке настоящую резню. В то время, как Рамза с боем пробивается через ворота, Альма сбегает из своей камеры, сталкивается с умирающим Izlide, которого, судя по всему, смертельно ранил собственный отец — пусть не болтает лишнего. Перед смертью Излюд отдаёт Альме свой Святой Камень — и камень признает в Альме нового хозяина. Vormav забирает Alma с собой. Ramza, победив Wiegraf и демона Velius, в которого обратился Wiegraf, выбирается на крышу замка. Здесь чудом выживший Barinten убивает вставшего на защиту Rafa Malal выстрелом из пистолета и пытается забрать Святой Камень. Однако в дело вмешивается ещё одна сторона — на крыше замка появляется маркиз Elmdor (тот самый, спасенный в первой главе) с двумя прекрасными спутницами-убийцами. Баринтен встречает свою смерть, а Рамза выигрывает очередной бой — с маркизом и его спутницами — и прогоняет их. Rafa при помощи Святого Камня возвращает Malak к жизни. Рамза решает направиться в герцогство Zeltenia, вотчину Goltana, чтобы повстречаться с занявшим высокий пост в армии Goltana Delita и всё же узнать что-то о войне, заговоре и Святых Камнях.

### Глава IV — Любимая (Somebody to Love)
Война продолжается, обе стороны несут огромные потери. Олан рассказывает своему приёмному отцу Орланду о заговоре — за всем явно стоит Церковь. Ramza встречается с дочерью Vomav — Meliadoul, она полна решимости отомстить за убитого якобы Ramza брата — Izlude. Бой Ramza выигрывает. Ramza встречается с Delita в церкви в Зельтении; оказывается, план Церкви состоит в том, чтобы стравить две враждующие стороны, ослабить, а затем убить их предводителей (включая обоих принцев, Dycedarg и Zalbag Beoulve, а также Cidolfas Orlandu). Тогда единственной силой в стране окажется Церковь. Сам Delita, впрочем, работает не на Церковь — он влюблен в принцессу Ovelia и готов на всё, чтобы её защитить. На Ramza нападает все тот же Инквизитор Zalmo, но с помощью Delita Ramza удаётся победить церковников. Delita и агент Церкви — Valmafra — уходят: Larg собрал силы для решающего удара по вотчине Goltana — Цитадели Besselat. Приближается крупнейшая битва войны. В пустыне Ramza и его отряд встречаются ещё с одним Храмовником — Balk, рассеивающим яд на пути войск Larg. Тем временем Goltana арестовывает своего главнокомандующего — Cidolfas Orlandu — и назначает Delita на его место. Нетрудно догадаться, чьи это были интриги. Рамза со своим отрядом врывается в Fort Beseslat, освобождает Орланду и открывает шлюзы крепости. Разлившаяся река препятствует двум армиям вступить в бой. Delita убивает Goltana и подставного Orlandu, в то время как Ramza уходит с настоящим. В то же время передовые части Larg, которые ведёт сам принц, попадают в развеянную Balk завесу ядовитых спор Mossfungus. Larg, хоть и будучи тяжело отравленным, всё же остаётся в живых, и тогда принца закалывает его советник Dycedarg Beoulve, сам мечтающий о короне. Генерал Zalbag выносит Дайседарга из зоны поражения яда и, хоть сам и потрясен убийством сюзерена, всё же скрывает брата-убийцу от солдат, объявив, что принц был убит наёмником Nanten. В поисках сестры Ramza отправляется в замок Limbery к маркизу Elmdor — оказывается, что Limbery давно разрушен, а маркиз на самом деле — демон-вампир, равно как и обе его спутницы. Рамза побеждает их. Потрясенная Meliadoul, следовавшая за Ramza в жажде мести, раскаивается и присоединяется к отряду. Тем временем замке Igros Dycedarg договаривается с Храмовником Rofel, последний передаёт ему очередной Святой Камень. Zalbag проводит собственное расследование и понимает, что старый Beoulve — генерал Balbanes — был отравлен самим Dycedarg. Zalbag и Ramza практически одновременно являются в Igrose — Zalbag погибает от рук старшего брата, который обратился в демона Adramelk. Ramza убивает его и следом за Храмовниками отправляется в святой город Murond. Храмовники расправляются со своим патроном — папой мурондским Funeral. Рамза отдаёт им малозначащее для него Germonik Scriptures, надеясь получить сестру взамен. Храмовники бросают на него превращённого в зомби брата — Zalbag — и, согласно указаниям в книге, отбывают в Orbone — открыть портал в царство мёртвых, где покоится Saint Ajora, который и должен возродиться в теле Alma. Рамза прорывается в царство мёртвых вслед за ними, вступает в битву с самим Ajora и побеждает. В финале Ramza и Alma на чокобо минуют собственные похороны. Delita стал королём Ивалиса и восстановил мир в стране. Ovelia обвиняет Delita, что Ramza погиб из-за его жажды власти и получает удар кинжалом.

### Дополнение: Другие приключения
Узнав о засевшем в шахтах под городом Golland чудовище, Ramza вместе с рыцарем Beowulf Cadmus (Беовульф Кадмус) отправляется в местные подземелья. Они побеждают демона и спасают странного дракона по имени Reis (Риз или Рейс), к которому Beowulf относится как к человеку. Механик Besrodio откапывает в Goug стального робота, которого Ramza удаётся запустить и заставить подчиняться своим командам. Затем Besrodio раскапывает ещё одну машину, напоминающую модель солнечной системы. Ramza и его отряд посещают остров Nelvesca (Нельвеска), где сражаются ещё с одним древним роботом. Благодаря полученному в этом бою Святому Камню Reis превращается обратно в прекрасную женщину — её заколдовал злой епископ. Besrodio запускает машину, и из неё появляется странный, мающийся головными болями воин по имени Cloud (персонаж из игры Final Fantasy VII). В городе Zargidas Cloud защищает от наездов местных уголовников цветочницу Aerith (тоже персонажа Final Fantasy VII). Услышав в баре в городе Warjilis рассказ о Midlight’s Deep (Глубь Полумрака), Ramza отправляется туда и встречает там носителя тринадцатого знака Зодиака — мага Elidibs (Элидибс).

## Отзывы и продажи
| Сводный рейтинг       | Сводный рейтинг       |
| Агрегатор             | Оценка                |
| --------------------- | --------------------- |
| GameRankings          | 83,48 %               |
| Metacritic            | 83/100                |
| Иноязычные издания    |                       |
| Издание               | Оценка                |
| Edge                  | 9 из 10               |
| EGM                   | 35,5 из 40            |
| Famitsu               | 34 из 40              |
| GameFan               | 267 из 300            |
| GamePro               | 4,5 из 5              |
| GameRevolution        | A                     |
| GameSpot              | 8,9 из 10             |
| IGN                   | 8,5 из 10             |
| OPM                   | 4 из 5                |
| Jeuxvideo.com         | 19 из 20              |
| PSX Extreme           | 9 из 10               |
| RPGamer               | 10 из 10              |
| RPGFan                | 84 % (PS1) 86 % (PSN) |
| Thunderbolt           | 9 из 10               |
| Русскоязычные издания |                       |
| Издание               | Оценка                |
| VideoИгры             | 95 %                  |

Final Fantasy Tactics получила положительные отзывы и было продано около 825 000 копий игры в Японии в первой половине 1997 года, и в конце года уже 1,24 млн.